# Aldo Agroppi
Aldo Agroppi (Piombino, 14 aprile 1944 – Piombino, 2 gennaio 2025) è stato un calciatore e allenatore di calcio italiano, di ruolo centrocampista.

## Biografia
Era zio di Andrea Luci, anch'egli calciatore. Il 16 novembre 2011 viene ricoverato dopo essere stato colto da infarto.
Ricoverato in terapia intensiva per una polmonite bilaterale, presso l'ospedale di Piombino, muore il 2 gennaio 2025 all'età di 80 anni.

## Carriera

### Giocatore

#### Club

Da sinistra: Cavicchia, Agroppi, Pandrin, Marinai e Liguori alla Ternana nella stagione 1965-1966

Cresciuto nel vivaio del Piombino, con cui esordisce non ancora maggiorenne in Serie D nella stagione 1960-1961, viene notato e acquistato dal Torino, che inizialmente lo cede in prestito a diverse squadre: dapprima al Genoa nel 1964-1965, che lo fa giocare nelle giovanili, e con cui vince il Torneo di Viareggio; quindi l'annata successiva si accasa alla Ternana, in Serie C, mentre quella dopo va al Potenza, in cadetteria, giocando con continuità in entrambi i campionati.
Alla vigilia della stagione 1967-1968 torna in pianta stabile ai granata, debuttando in Serie A il 15 ottobre in Torino-Sampdoria 4-2 (lo stesso giorno in cui perde la vita Luigi Meroni). In breve diventa una delle bandiere del Torino di quegli anni: Agroppi è tra i protagonisti della rinascita della squadra piemontese a cavallo degli anni 1960 e 1970, con cui conquista due Coppe Italia (nelle edizioni 1967-1968 e 1970-1971); sono questi i primi successi del club granata dai tempi del Grande Torino e della tragedia di Superga.
Dopo una militanza quasi decennale al Torino, nella stagione 1975-1976 il giocatore passa al Perugia, neopromosso in A. Coi grifoni conduce altri due buoni campionati in massima serie, vestendo varie volte anche la fascia di capitano della compagine umbra, prima di ritirarsi dal calcio giocato alla fine del torneo 1976-1977.

#### Nazionale
Ha disputato 5 partite nella nazionale maggiore, debuttando il 17 giugno 1972 in amichevole contro la Romania a Bucarest (3-3); vanta inoltre una partita con la nazionale B, giocata il 16 ottobre 1968.

### Allenatore
Chiusa la carriera da atleta, Agroppi intraprende subito quella di allenatore e, dopo avere guidato le giovanili del Perugia, viene ingaggiato in Serie B dal Pescara per il campionato 1980-1981.

Il Perugia 1984-1985 di Agroppi (in piedi, primo da destra), detentore del primato – tuttora in essere – del minor numero di sconfitte (1) in un torneo di Serie B a 20 squadre

La stagione seguente riesce a riportare in Serie A il Pisa di Romeo Anconetani. Sempre in cadetteria, nel 1983-1984 è chiamato dal Padova, dimettendosi tuttavia dopo tre mesi a causa di problemi di depressione, mentre nel 1984-1985 disputa un buon campionato sulla panchina del Perugia, che porta in quarta posizione, perdendo coi biancorossi una sola partita – tuttora un primato per la Serie B – e restando in corsa per la promozione in massima serie fino all'ultima giornata, mancandola per un solo punto.
L'anno successivo viene chiamato a sedere sulla panchina della Fiorentina, in massima serie, dove ottiene un quinto posto. L'esperienza toscana è tuttavia segnata da feroci contrasti tra Agroppi e gli ultras viola, che gli additano un mancato rispetto verso il capitano della squadra Giancarlo Antognoni: ciò sfocia l'11 marzo 1986 in una violenta aggressione ai danni del tecnico all'uscita dello stadio di Firenze, che non degenera solo per l'intervento in suo soccorso del calciatore Daniel Passarella.
A fine stagione Agroppi è coinvolto nello scandalo del Totonero-bis, venendo squalificato per quattro mesi per omessa denuncia, in relazione a una gara della stagione cadetta 1984-1985.

Agroppi alla guida della Fiorentina nel 1993

Da quel momento inizia il declino: esonero al Como (1987-1988) con la squadra che affrontava la Serie A penalizzata da infortuni, retrocessione in Serie B con l'Ascoli (1989-1990), due stagioni di stop e, infine, un deludente ritorno a Firenze (1992-1993) in cui prende la squadra al sesto posto e inanella una serie negativa di risultati (tre vittorie, nove pareggi e otto sconfitte) culminato in un esonero a poche giornate dalla conclusione del campionato, che non basterà comunque a salvare i viola dalla retrocessione, dopo cinquantaquattro anni, in serie cadetta.

### Dopo il ritiro
Fortemente critico circa molti aspetti del calcio di oggi, Agroppi decide di abbandonare la panchina per intraprendere l'attività di opinionista televisivo. "Anti-juventino" dichiarato, è entrato in passato in polemica con l'allenatore Marcello Lippi. In riferimento alla differenza tra un pareggio rispetto alla sconfitta nel calcio, Agroppi ebbe occasione di dichiarare: «meglio due feriti che un morto».
Dalla prima metà degli anni 1990 è stato commentatore calcistico in diverse trasmissioni sportive. Ha collaborato come opinionista per il sito Calciomercato.it nonché per le stazioni Radio Manà Manà e Radio Sportiva, partecipando poi alle trasmissioni a carattere locale Platinum Calcio su Italia 7 Toscana e Forza Viola su RTV 38. È stato inoltre saltuariamente presente su canali nazionali come la Rai (La Domenica Sportiva, Stadio Sprint) e LA7 (Le partite non finiscono mai).
Nel 2005 ha pubblicato il libro A gamba tesa. Frustate e qualche carezza; è seguito nel 2017 Non so parlare sottovoce. Una vita in contropiede (tra parole e pallone). Nel mentre, nell'estate del 2007, assieme agli ex compagni di squadra Angelo Cereser e Nedo Sonetti, ha disputato un campionato amatoriale nella squadra Euroturist di San Vincenzo.

## Statistiche

### Presenze e reti nei club
| Stagione        | Squadra         | Campionato      | Campionato | Campionato | Coppe nazionali | Coppe nazionali | Coppe nazionali | Coppe continentali | Coppe continentali | Coppe continentali | Altre coppe | Altre coppe | Altre coppe | Totale | Totale |
| Stagione        | Squadra         | Comp            | Pres       | Reti       | Comp            | Pres            | Reti            | Comp               | Pres               | Reti               | Comp        | Pres        | Reti        | Pres   | Reti   |
| --------------- | --------------- | --------------- | ---------- | ---------- | --------------- | --------------- | --------------- | ------------------ | ------------------ | ------------------ | ----------- | ----------- | ----------- | ------ | ------ |
| 1960-1961       | Piombino        | D               | 3          | 0          | -               | -               | -               | -                  | -                  | -                  | -           | -           | -           | 3      | 0      |
| 1964-1965       | Genoa           | A               | 0          | 0          | CI              | 2               | 1               | -                  | -                  | -                  | -           | -           | -           | 2      | 1      |
| 1965-1966       | Ternana         | C               | 26         | 6          | -               | -               | -               | -                  | -                  | -                  | -           | -           | -           | 26     | 6      |
| 1966-1967       | Potenza         | B               | 35         | 4          | CI              | 0               | 0               | -                  | -                  | -                  | -           | -           | -           | 35     | 4      |
| 1967-1968       | Torino          | A               | 25         | 2          | CI              | 8               | 0               | -                  | -                  | -                  | Int         | 3           | 1           | 36     | 3      |
| 1968-1969       | Torino          | A               | 29         | 2          | CI              | 9               | 0               | CdC                | 3                  | 0                  | -           | -           | -           | 41     | 2      |
| 1969-1970       | Torino          | A               | 27         | 0          | CI              | 10              | 0               | -                  | -                  | -                  | -           | -           | -           | 37     | 0      |
| 1970-1971       | Torino          | A               | 27         | 1          | CI              | 11              | 2               | CM                 | 1                  | 0                  | -           | -           | -           | 39     | 3      |
| 1971-1972       | Torino          | A               | 29         | 6          | CI              | 3               | 0               | CdC                | 5                  | 1                  | CdL         | 2           | 0           | 39     | 7      |
| 1972-1973       | Torino          | A               | 26         | 3          | CI              | 3               | 0               | CU                 | 2                  | 0                  | CAI         | 1           | 0           | 32     | 3      |
| 1973-1974       | Torino          | A               | 25         | 0          | CI              | 0               | 0               | CU                 | 0                  | 0                  | -           | -           | -           | 25     | 0      |
| 1974-1975       | Torino          | A               | 24         | 1          | CI              | 6               | 0               | CU                 | 2                  | 1                  | -           | -           | -           | 32     | 2      |
| Totale Torino   | Totale Torino   | Totale Torino   | 212        | 15         |                 | 50              | 2               |                    | 13                 | 2                  |             | 6           | 1           | 281    | 20     |
| 1975-1976       | Perugia         | A               | 21         | 2          | CI              | 4               | 0               | CM                 | 1                  | 0                  | -           | -           | -           | 26     | 2      |
| 1976-1977       | Perugia         | A               | 16         | 0          | CI              | 3               | 0               | -                  | -                  | -                  | -           | -           | -           | 19     | 0      |
| Totale Perugia  | Totale Perugia  | Totale Perugia  | 37         | 2          |                 | 7               | 0               |                    | 1                  | 0                  |             | -           | -           | 45     | 2      |
| Totale carriera | Totale carriera | Totale carriera | 313        | 27         |                 | 59              | 3               |                    | 14                 | 2                  |             | 6           | 1           | 392    | 33     |

### Cronologia presenze e reti in nazionale
| Cronologia completa delle presenze e delle reti in nazionale ― Italia | Cronologia completa delle presenze e delle reti in nazionale ― Italia | Cronologia completa delle presenze e delle reti in nazionale ― Italia | Cronologia completa delle presenze e delle reti in nazionale ― Italia | Cronologia completa delle presenze e delle reti in nazionale ― Italia | Cronologia completa delle presenze e delle reti in nazionale ― Italia | Cronologia completa delle presenze e delle reti in nazionale ― Italia | Cronologia completa delle presenze e delle reti in nazionale ― Italia |
| Data                                                                  | Città                                                                 | In casa                                                               | Risultato                                                             | Ospiti                                                                | Competizione                                                          | Reti                                                                  | Note                                                                  |
| --------------------------------------------------------------------- | --------------------------------------------------------------------- | --------------------------------------------------------------------- | --------------------------------------------------------------------- | --------------------------------------------------------------------- | --------------------------------------------------------------------- | --------------------------------------------------------------------- | --------------------------------------------------------------------- |
| 17-6-1972                                                             | Bucarest                                                              | Romania                                                               | 3 – 3                                                                 | Italia                                                                | Amichevole                                                            | -                                                                     | 63’                                                                   |
| 20-9-1972                                                             | Torino                                                                | Italia                                                                | 3 – 1                                                                 | Jugoslavia                                                            | Amichevole                                                            | -                                                                     |                                                                       |
| 7-10-1972                                                             | Lussemburgo                                                           | Lussemburgo                                                           | 0 – 4                                                                 | Italia                                                                | Qual. Mondiali 1974                                                   | -                                                                     |                                                                       |
| 21-10-1972                                                            | Berna                                                                 | Svizzera                                                              | 0 – 0                                                                 | Italia                                                                | Qual. Mondiali 1974                                                   | -                                                                     |                                                                       |
| 13-1-1973                                                             | Napoli                                                                | Italia                                                                | 0 – 0                                                                 | Turchia                                                               | Qual. Mondiali 1974                                                   | -                                                                     |                                                                       |
| Totale                                                                |                                                                       | Presenze                                                              | 5                                                                     |                                                                       | Reti                                                                  | 0                                                                     |                                                                       |

### Statistiche da allenatore
| Stagione            | Squadra           | Campionato        | Campionato | Campionato | Campionato | Campionato | Coppe nazionali | Coppe nazionali | Coppe nazionali | Coppe nazionali | Coppe nazionali | Coppe continentali | Coppe continentali | Coppe continentali | Coppe continentali | Coppe continentali | Altre coppe | Altre coppe | Altre coppe | Altre coppe | Altre coppe | Totale | Totale | Totale | Totale | % Vittorie | Piazzamento      |
| Stagione            | Squadra           | Comp              | G          | V          | N          | P          | Comp            | G               | V               | N               | P               | Comp               | G                  | V                  | N                  | P                  | Comp        | G           | V           | N           | P           | G      | V      | N      | P      | %          | Piazzamento      |
| ------------------- | ----------------- | ----------------- | ---------- | ---------- | ---------- | ---------- | --------------- | --------------- | --------------- | --------------- | --------------- | ------------------ | ------------------ | ------------------ | ------------------ | ------------------ | ----------- | ----------- | ----------- | ----------- | ----------- | ------ | ------ | ------ | ------ | ---------- | ---------------- |
| 1980-1981           | Pescara           | B                 | 38         | 14         | 13         | 11         | CI              | 4               | 2               | 0               | 2               | -                  | -                  | -                  | -                  | -                  | -           | -           | -           | -           | -           | 42     | 16     | 13     | 13     | 38,10      | 6º               |
| 1981-1982           | Pisa              | B                 | 38         | 12         | 23         | 3          | CI              | 4               | 1               | 1               | 2               | -                  | -                  | -                  | -                  | -                  | -           | -           | -           | -           | -           | 42     | 13     | 24     | 5      | 30,95      | 3º (prom.)       |
| 1982-1983           | Perugia           | B                 | 38         | 11         | 14         | 13         | CI              | 5               | 0               | 4               | 1               | -                  | -                  | -                  | -                  | -                  | -           | -           | -           | -           | -           | 43     | 11     | 18     | 14     | 25,58      | 11º              |
| dic. 1983-feb. 1984 | Padova            | B                 | 10         | 4          | 5          | 1          | -               | -               | -               | -               | -               | -                  | -                  | -                  | -                  | -                  | -           | -           | -           | -           | -           | 10     | 4      | 5      | 1      | 40,00      | Sub., Dimis.     |
| 1984-1985           | Perugia           | B                 | 38         | 11         | 26         | 1          | CI              | 5               | 1               | 2               | 2               | -                  | -                  | -                  | -                  | -                  | -           | -           | -           | -           | -           | 43     | 12     | 28     | 3      | 27,91      | 4º               |
| Totale Perugia      | Totale Perugia    | Totale Perugia    | 76         | 22         | 40         | 14         |                 | 10              | 1               | 6               | 3               |                    | -                  | -                  | -                  | -                  |             | -           | -           | -           | -           | 86     | 23     | 46     | 17     | 26,74      |                  |
| 1985-1986           | Fiorentina        | A                 | 30         | 10         | 13         | 7          | CI              | 11              | 6               | 2               | 3               | -                  | -                  | -                  | -                  | -                  | -           | -           | -           | -           | -           | 41     | 16     | 15     | 10     | 39,02      | 5º               |
| 1987-gen. 1988      | Como              | A                 | 13         | 2          | 5          | 6          | CI              | 5               | 3               | 0               | 2               | -                  | -                  | -                  | -                  | -                  | -           | -           | -           | -           | -           | 18     | 5      | 5      | 8      | 27,78      | Eson.            |
| gen.-giu. 1990      | Ascoli            | A                 | 13         | 2          | 5          | 6          | -               | -               | -               | -               | -               | -                  | -                  | -                  | -                  | -                  | -           | -           | -           | -           | -           | 13     | 2      | 5      | 6      | 15,38      | Sub. 18º (retr.) |
| gen.-apr. 1993      | Fiorentina        | A                 | 15         | 2          | 6          | 7          | -               | -               | -               | -               | -               | -                  | -                  | -                  | -                  | -                  | -           | -           | -           | -           | -           | 15     | 2      | 6      | 7      | 13,33      | Sub., Eson.      |
| Totale Fiorentina   | Totale Fiorentina | Totale Fiorentina | 45         | 12         | 19         | 14         |                 | 11              | 6               | 2               | 3               |                    | -                  | -                  | -                  | -                  |             | -           | -           | -           | -           | 56     | 18     | 21     | 17     | 32,14      |                  |
| Totale carriera     | Totale carriera   | Totale carriera   | 233        | 68         | 110        | 55         |                 | 34              | 13              | 9               | 12              |                    | -                  | -                  | -                  | -                  |             | -           | -           | -           | -           | 267    | 81     | 119    | 67     | 30,34      |                  |

## Palmarès

### Giocatore

#### Club

##### Competizioni giovanili
- Torneo di Viareggio: 1

Genoa: 1965

##### Competizioni nazionali
- Coppa Italia: 2

Torino: 1967-1968, 1970-1971

## Opere
- A gamba tesa. Frustate e qualche carezza, Milano, Armenia, 2005, ISBN 88-8113-302-4.
- Non so parlare sottovoce. Una vita in contropiede (tra parole e pallone), Milano, Cairo, 2017, ISBN 978-88-6052-785-1.